# Colibri thalassinus
El colibrí verdemar o colibrí oreja violeta mexicano (Colibri thalassinus) es una especie de ave apodiforme de la familia Trochilidae, perteneciente al género Colibri. Es nativo de México y del noroeste y centro de América Central.

## Distribución y hábitat
Se distribuye de forma disjunta en el centro y sur de México, hacia el sur por Guatemala, El Salvador, Honduras hasta el norte de Nicaragua. Fue registrado como vagante en Estados Unidos y Canadá.
Esta especie es considerada localmente común en sus hábitats naturales: los bordes de selvas húmedas montanas, bosques de pino-roble, claros y pastajes con árboles.

## Descripción
Mide de 9,9 a 11,5 cm de longitud y pesa de 5 a 6 g. El macho es de color verde césped brillante en la cabeza y el dorso, color que se vuelve bronceado en la grupa y la parte superior de las alas. Se distingue por una mancha azul o violeta alrededor del oído. La cola es cuadrada y muestra una amplia franja subterminal azul oscura.
Las subespecies del norte presentan una mancha violeta en el pecho y una franja azul-violeta a lo largo de la barbilla, que a menudo se conecta con la del oído.
La hembra es similar al macho, pero en promedio es más pequeña y de coloración un poco más apagada, con la franja de color violeta más estrecha en el mentón.
Los ejemplares juveniles tienen el plumaje verde oliva en la parte superior, con tintes grisáceos en el pecho y vientre; posteriormente mudan de plumaje, adquiriendo los tonos brillantes metálicos.

## Comportamiento
Visita flores de muchas especies de plantas para alimentarse del néctar. Canta vigorosamente «chip-chut-chut, chip, chiit», y emite un llamado seco «chut», aunque se registran variaciones regionales en las notas: «chak-chit» o «b'r'b'r't'stik». El nido es una copa de material vegetal, construido en un árbol a una altura de 1 a 3 m. La hembra pone dos huevos blancos.

## Sistemática

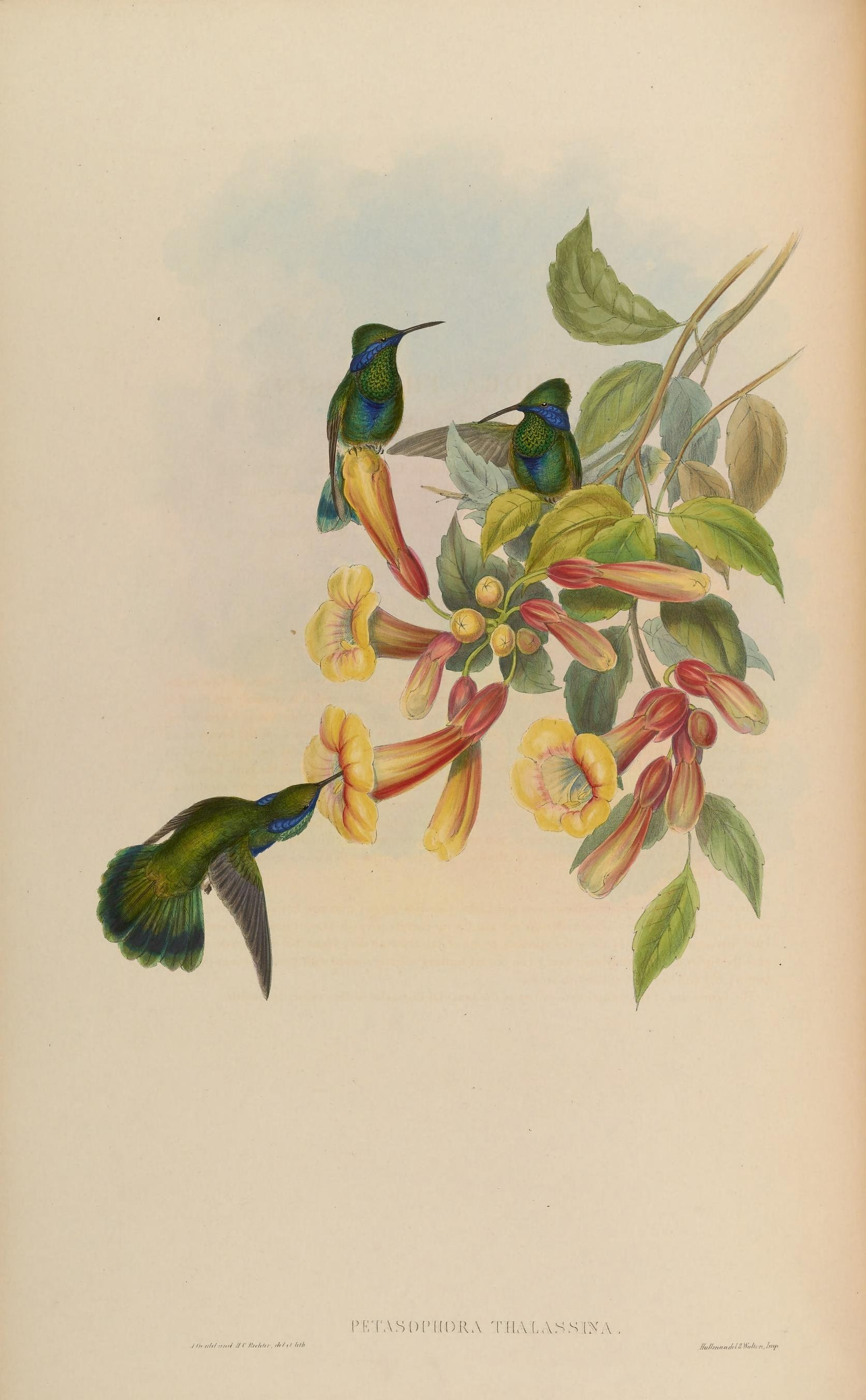
Petasophora thalassina sinónimo de Colibri thalassinus, ilustración de Gould y Richter en A monograph of the Trochilidae, or family of humming-birds vol. 4, 1861.

### Descripción original
La especie C. thalassinus fue descrita por primera vez por el ornitólogo británico William Swainson en 1827 bajo el nombre científico Trochilus thalassinus; su localidad tipo es: «Temascaltepec, México».

### Etimología
El nombre genérico masculino «Colibri» proviene de la palabra del español «colibrí» que designa de forma general a los troquílidos y tiene supuestamente origen en el Caribe; y el nombre de la especie «thalassinus», en latín significa ‘de color verde mar’.

### Taxonomía
Es monotípica. El grupo de subespecies actualmente incluido en Colibri cyanotus, ampliamente distribuido desde Costa Rica hasta el norte de Argentina, era anteriormente tratado dentro de la presente, pero los estudios demostraron tratarse de dos especies separadas ya que difieren significativamente en el plumaje. La forma descrita C. thalassinus minor se considera indistinguible de la nominal.